# Operation Mistral
Operation Mistral var en offensiv som genomfördes av Hrvatsko vijeće obrane (HVO) och den reguljära kroatiska armén i västra Bosnien och Hercegovina i september 1995.
Efter den framgångsrika Operation Storm i Kroatien, som lyckats förinta den självutropade serbiska staten Serbiska republiken Krajina och driva samtliga serbiska styrkor ut ur Kroatien, ändrades den kroatiska arméns fokus från Kroatien till Bosnien, där den bosnienkroatiska armén HVO planerade sin egen offensiv mot bosnienserberna.
Kroatiska armén såg till att hjälpa HVO samt den bosniska regeringen som de var allierade med mot den bosnienserbiska armén. Natos nyligen inledda bombningar slog ut mycket av bosnienserbernas infratruktur och moralen inom VRS (den bosnienserbiska armén) sjönk avsevärt.
Operationen började den 8 september med att HVO-styrkor anföll VRS:s positioner i stort sett hela sydvästra Bosnien. Understödda av både Nato och kroatiska flygvapnet bröt det serbiska försvaret snabbt samman och tvingades att retriera. Serbiska styrkor gjorde sporadiskt och lätt motstånd under sin reträtt mot en ny försvarslinje som den serbiska befälhavaren Ratko Mladić beordrats att upprättas. Den 12 september inledde den kroatiska armén sina attacker mot VRS:s positioner längs den kroatisk-bosniska gränsen och lyckades penetrera deras försvar längs den sydvästra gränsen. Den bosniska armén såg också då ett tillfälle att kunna ta terräng från VRS och inledde sina egna attacker mot serberna. Attackerna blev inledningsvis mycket lyckade. HVO och den bosniska armén länkades snart ihop och operationens framgång var total medan Republika Srpskas slut verkade inom räckhåll. HVO stod endast 20 km från deras huvudstad Banja Luka, som nu hade blivit HVO:s nästa mål. Bosnienserbiska ledare, som insåg att om Banja Luka föll skulle det innebära Republika Srpskas totala förlust i Bosnien, gick därför med på att inledda fredssamtal som resulterade i Daytonavtalet.